# Karl Magnus Graf Leutrum von Ertingen
Karl Magnus Graf Leutrum von Ertingen (* 10. Oktober 1931) ist ein deutscher Diplom-Landwirt und Politiker. Er ist Mitglied der Familie des schwäbischen Adelsgeschlechts der Leutrum von Ertingen.

## Leben
Von Ertingen war Vorsitzender der Verbände der Geflügelwirtschaft. Er war Mitglied im Vorstand der Deutschen Landwirtschaftsgesellschaft und des Arbeitgeberverbands für Land- und Forstwirtschaft in Baden-Württemberg. Ebenfalls war er als Mitglied in der früheren Landesversicherungsanstalt Württemberg tätig. 2007 übernahm er den Vorsitz des Aktionsbündnisses Forum Natur.
Seit 1994 ist er Mitglied des Ludwigsburger Kreistags und seit 1999 Mitglied des Gemeinderats Schwieberdingen. Zudem ist er Ehrensenator der Universität Hohenheim und Ehrenvorsitzender des Universitätsbundes Hohenheim.

## Ehrungen
2008 erhielt er das Große Verdienstkreuz des Verdienstordens der Bundesrepublik Deutschland für seine ehrenamtlichen Tätigkeiten in Politik und Kultur und Ökologie.